# Fundación San Valero

La Fundación San Valero es una Obra Diocesana de carácter no lucrativo al servicio de las personas y de la sociedad y tiene la misión de contribuir al desarrollo de la sociedad mediante la educación integral de sus alumnos, basada en valores cristianos, que les capacite para asumir y resolver problemas fundamentales inherentes al ser humano y su entorno.

## Historia

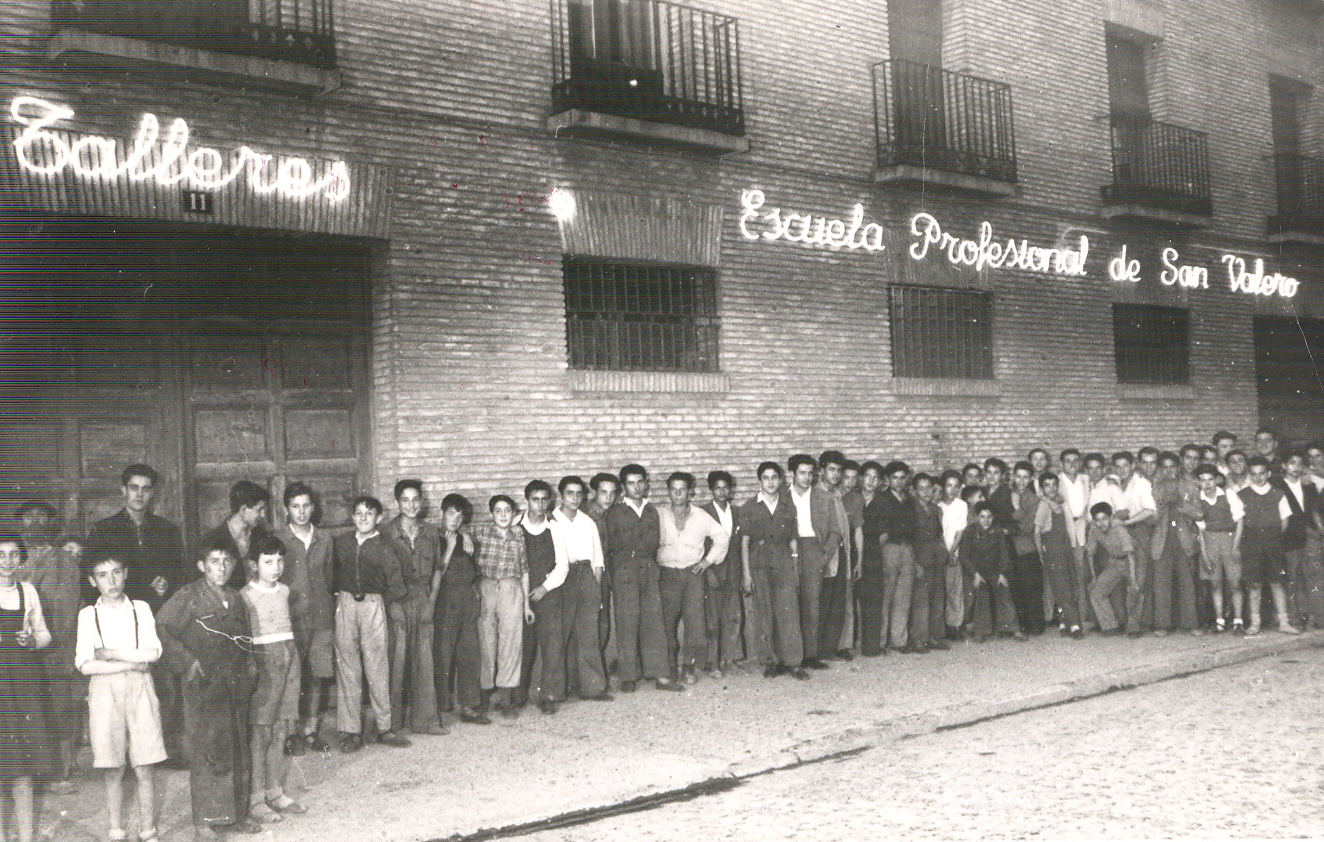
Escuela de San Valero nuevos talleres en la calle UNCETA. Zaragoza 1953

Fue creada en el año 1953 como una obra parroquial por los hombres de Acción Católica de la Parroquia de San Valero que vieron la necesidad de cualificar a los peones y aprendices que llegaban a la ciudad procedentes el mundo rural, paso en 1956 a convertirse en una obra diocesana.
En 1975 se transforma en Centro Homologado de Formación Profesional de 1º y 2º Grados.
En 1992 obtiene la medalla al mérito social, otorgada por el Gobierno de Aragón, por “su meritoria labor pedagógica en la formación profesional de la juventud aragonesa”.
En 1994 obtiene la autorización como centro de Educación Secundaria Obligatoria, ampliándose en los siguientes cursos al Bachillerato y Ciclos Formativos de Grado Medio y Superior.
Fundación San Valero ha promovido el resto de las entidades educativas que conforman el Grupo San Valero y que son:
- Fundación Dominicana San Valero. Es un centro ubicado en el barrio de Guarícano de Santo Domingo que nació en 1995 para ayudar, mediante la formación, a la población con más necesidades de la República Dominicana.
- Fundación CPA Salduie. Centro de formación que desde 1997 forma a los futuros profesionales de la realización y producción de audiovisuales en cine, radio, vídeo y televisión, las artes escénicas y las actividades físicas y Deportivas.
- SEAS Estudios Superiores Abiertos. Nació en 2003 como centro de formación en línea y presenta una amplia oferta de estudios técnicos de diversos niveles en las áreas más punteras. Combina la didáctica en línea con las nuevas tecnologías de comunicación y su metodología se fundamenta en la atención personal al alumno.
- Universidad San Jorge. Institución de educación superior que nació en 2005 tiene como misión el servir a la sociedad creando y transmitiendo conocimiento y contribuyendo en la formación de personas íntegras y buenos profesionales.  Imparte grados, postgrados y títulos propios además de realizar una amplia labor investigadora en sus diferentes facultades, escuelas y cátedras.

## Titulaciones
- Educación Secundaria Obligatoria (sección bilingüe en inglés).
- Bachillerato:
  - Humanidades y Ciencias Sociales.
  - Ciencias.
- Formación Profesional Básica:
  - Electricidad y Electrónica.
  - Fabricación y Montaje.
- Ciclos Formativos de Grado Medio:
  - Gestión Administrativa.
  - Soldadura y Calderería.
  - Electromecánica de Vehículos.
  - Instalaciones de Telecomunicaciones.
- Ciclos Formativos de Grado Superior:
  - Administración y Finanzas.
  - Programación de la Producción en Fabricación Mecánica.
  - Construcciones Metálicas.
  - Automoción.
  - Mantenimiento Electrónico.
  - Mecatrónica Industrial (modalidad Dual).
  - Desarrollo de Aplicaciones Multiplataforma.
- Formación Continua y Ocupacional:
  - Formación para desempleados y trabajadores.
  - Planes formativos para empresas.
  - Certificados de profesionalidad.
- Preparación pruebas de acceso a Grado Medio y Superior.
- Centro Sociolaboral Casco Viejo (en colaboración con el Ayuntamiento de Zaragoza):
  - Programa de Cualificación Específico:  "Operaciones Auxiliares de Reparación en Electromecánica de Vehículos".
  - Formación Ocupacional en "Peluquería".
  - Aulas Taller de Electricidad-Carpintería-Mecánica y Costura-Peluquería.